# Sebastian Leszczak
Sebastian Leszczak (ur. 20 stycznia 1992 w Krakowie) – polski futsalista, piłkarz, reprezentant Polski w futsalu, reprezentant Polski U-17 w piłce nożnej. Obecnie zawodnik BSF Bochnia, występującego w FOGO Futsal Ekstraklasie.

## Życiorys
Swoją karierę piłkarską rozpoczynał w Wiśle Kraków, z którą w sezonie 2008/2009 zdobył wicemistrzostwo Polski, występując w 3 meczach ekstraklasy. Kolejnym klubem w jego karierze był Górnik Zabrze. W pierwszej drużynie klubu z Zabrza wystąpił jedynie w jednym meczu Pucharu Polski. W latach 2011–2016 występował na poziomie I, II i III ligi.
W 2016 został zawodnikiem futsalowego klubu LEX Kancelaria Słomniki, którym awansował do ekstraklasy. Po pierwszej rundzie w ekstraklasie jego klub wycofał się z rozgrywek, a Leszczak został zawodnikiem Cleareksu Chorzów, z którym w 2019 roku zajął trzecie miejsce w lidze. W 2018 roku zadebiutował w reprezentacji Polski, z którą wziął udział m.in. w turniejach eliminacyjnych do Mistrzostw Świata i do Mistrzostw Europy.